# 사키사카 이오
사키사카 이오(일본어: 咲坂 伊緒, 1975년 6월 8일 ~ )는 일본의 만화가이다.
도쿄도 출신.

## 작품

### 단행본
모두 마거리트 코믹스 (슈에이샤)로부터 간행
- CALL MY NAME (2001년 5월 25일 발매, ISBN 4-08-847378-7)
- 바이바이, 리틀 (2002년 1월 25일 발매, ISBN 4-08-847468-6)
- 나의 연인 (2002년 ~ 2003년, 전 2권)
  1. (2002년 10월 25일 발매, ISBN 4-08-847566-6)
  2. (2003년 4월 25일 발매, ISBN 4-08-847627-1)
- 그대뿐인 세계 (2004년 8월 25일 발매, ISBN 4-08-847778-2)
- GATE OF PLANET (2005년 12월 22일 발매, ISBN 4-08-846018-9)
- BLUE (《별책 마거리트》 2006년 4월호 ~ 7월호, 2006년 11월 24일 발매, ISBN 4-08-846114-2)
- 마스카라 블루스 (2007년 6월 25일 발매, ISBN 978-4-08-846484-7 {{isbn}}의 변수 오류: 유효하지 않은 ISBN.)
  - 마스카라 블루스 (《디럭스 마거리트》 2005년 11월호)
  - 로맨스의 윤곽 (《디럭스 마거리트》 2007년 1월호)
  - 내가 나로 있기 위해서―긴 꿈― (《디럭스 마거리트》 2006년 11월호)
- 스트롭 에지 (《별책 마거리트》 2007년 ~ 2010년, 전 10권)
- 아오하라이드 (《별책 마거리트》 2011년 ~ , 기간 11권)

### 문고본
- 사키사카 이오 연애 소녀 단편집 그대뿐인 세계 (슈에이샤 분코, 2014년 8월 19일 발매, ISBN 978-4-08-619508-9)
  - 그대뿐인 세계 (《디럭스 마거리트》 2004년 5월호)
  - GATE OF PLANET (《별책 마거리트》 2004년 7월호)
  - 사랑 물방울 (《디럭스 마거리트》 2005년 1월호)
  - 내일 꾸는 꿈 (《디럭스 마거리트》 2005년 7월호)
  - 피카피카 오렌지 (《디럭스 마거리트》 2004년 1월호)
  - 사랑과 바보와 나 (《별책 마거리트》 2001년 12월호)

### 그 외
- 하루 (애니메이션 영화, 2013년, 캐릭터 원안)